# David Storey
David Malcolm Storey (Wakefield, Yorkshire, 13 juli 1933 – Londen, 27 maart 2017) was een Engelse toneel- en romanschrijver. Hij kreeg zijn opleiding aan QEGS Wakefield. 
Van zijn toneelstukken wordt vooral Mooi weer vandaag (Home) in Nederland vaak uitgevoerd. Een historische voorstelling van dat stuk ging op 23 januari 1971 in première in de Koninklijke Schouwburg van Den Haag, door de Haagse Comedie in regie van Kart Guttman, met Paul Steenbergen (Arnold), Ko van Dijk jr. (Max), Myra Ward (Greta), Anny de Lange (Cathrien) en Roelof den Ambtman (Fred). Voor de televisieregistratie, geregisseerd door Berend Boudewijn, werd Anny de Lange vervangen door Enny Meunier.

## Romans
- This sporting life (1960)
- Flight into Camden (1960)
- Pasmore (1972)
- A temporary life (1973)
- Saville (1976, Booker Prize)
- A prodigal child (1982)
- Present times (1984)

## Toneel
- The restoration of Arnold Middleton (1967)
- In celebration (1969)
- The contractor (1969)
- Home (1970, in het Nederlands onder de titel Mooi weer vandaag)
- The changing room (1971)
- The farm (1973)
- Cromwell (1973)
- Life class (1974)
- Mother's day (1976)
- Early days (1980)
- Phoenix (1984)
- The march on Russia (1988)